# Histona H3
La histona H3 es una de las cinco familias principales de proteínas histonas, involucradas en mantener y regular la estructura de la cromatina en células eucariotas. Se compone de un dominio globular principal y una cola larga N-terminal. H3 está involucrada en la estructura de "cuentas en cuerda" de los nucleosomas con el ADN. Las histonas son proteínas que experimentan frecuentemente modificaciones postraduccionales, siendo H3 la que sufre más modificaciones de las cinco histonas. El término Histona H3 es deliberadamente ambiguo, ya que no permite distinguir entre las variantes de secuencia o estados de modificación postraduccional. H3 es una proteína importante en el campo emergente de la epigenética, ya que se cree que sus variantes de secuencias y estados variables de modificación cumplen un papel en la regulación génica a largo plazo.

Las otras familias de histonas son: H1, H2A, H2B y H4.

## Epigenética y modificaciones postraduccionales
La cola N-terminal de H3 sobresale del nucleosoma central y es susceptible a modificaciones postraduccionales que influyen en procesos celulares. Estas modificaciones incluyen la unión covalente de grupos metilo o acetilo a aminoácidos lisina y arginina y la fosforilación de serinas o treoninas. La di- y trimetilación de la lisina en posición 9 se asocia con la represión de la expresión génica y la heterocromatina (ver H3K9me2 y H3K9me3), mientras que la monometilación de la lisina K4 (ver H3K4me1), se asocia con genes activos. La acetilación de H3 en diferentes posiciones de lisinas en la cola están regulada por enzimas histona acetiltransferasas (HATs). La acetilación de la lisina K14 se ha identificado comúnmente en genes en transcripción activa en ARN (ver H3K14ac).

## Variantes de secuencia

Unidades básicas de la estructura de la cromatina.

Se han identificado variantes de la histona canónica H3 en células de mamíferos. Estas se denominan Histona H3.1, H3.2, H3.3 H3.4 (H3T), H3.5, H3.X y H3.Y. Estas tienen secuencias altamente conservadas, diferenciándose entre sí tan solo en unos pocos aminoácidos. Se ha comprobado que H3.3 cumple un rol importante en el mantenimiento de la integridad del genoma en el desarrollo de mamíferos. Las variantes de histonas de diferentes organismos, así como su clasificación y características específicas se pueden encontrar en la base de datos HistoneDB - with Variants.

## Genética
La histona H3 está codificada por diferentes genes en el genoma humano, incluyendo los siguientes:
- H3.1: HIST1H3A, HIST1H3B, HIST1H3C, HIST1H3D, HIST1H3E, HIST1H3F, HIST1H3G, HIST1H3H, HIST1H3I, HIST1H3J
- H3.2: HIST2H3A, HIST2H3C, HIST2H3D
- H3.3: H3F3A, H3F3B